# Flybondi
FB Líneas Aéreas SA, operante come Flybondi, è la prima compagnia aerea ultra low-cost argentina. La compagnia opera con Boeing 737 e ha basi a Buenos Aires e Córdoba. Tutti gli aeromobili sono registrati in Argentina.

## Storia
Il volo inaugurale dall'aeroporto di Córdoba-Ing. A. L. V. Taravella all'aeroporto di Puerto Iguazú si è svolto il 26 gennaio 2018. Lo slogan dell'azienda è "La libertad de volar" ("la libertà di volare").
Le prime rotte sono state lanciate dalla base all'aeroporto Internazionale di Córdoba nel gennaio 2018 verso le città di Mendoza, Bariloche e Puerto Iguazú. Nel febbraio 2018, Flybondi è stata la prima compagnia aerea civile ad operare dall'aeroporto di El Palomar vicino a Buenos Aires, dove ha stabilito una nuova base e ha iniziato i voli per Salta, Neuquén, Tucumán.
Flybondi è diventata una compagnia internazionale il 17 dicembre 2018, con voli tra El Palomar, nell'area di Buenos Aires, e la capitale paraguaiana Asunción.
A luglio 2019, la compagnia aerea ha annunciato l'inizio dei voli tra Buenos Aires e Rio de Janeiro. I voli hanno iniziato ad essere operati dall'11 ottobre 2019, dalla base principale all'aeroporto El Palomar di Buenos Aires all'aeroporto Galeão di Rio de Janeiro. Dopo l'interruzione di questi a causa della pandemia di covid-19, i voli internazionali sono ripresi a gennaio 2022.

## Flotta
A maggio 2024 la flotta di Flybondi è così composta: